# Die Prinzessin von Cleve
Die Prinzessin von Cleve (Originaltitel: La princesse de Clèves) ist eine Verfilmung des Romans La princesse de Clèves von Marie-Madeleine de La Fayette, der 1678 in Paris anonym veröffentlicht worden ist. Regie führte Jean Delannoy nach einem Drehbuch von Jean Cocteau.

## Inhalt
Am Abend der Hochzeit des Prinzen von Cleve mit der jungen Mademoiselle de Chartres gibt König Heinrich II. zu Ehren des Paares einen Ball, den er mit der Prinzessin eröffnet. Das komplizierte Gefüge des Hofs zeigt sich beim Einzug des Königs: Auf der einen Seite seine Frau, Katharina de’ Medici mit ihrem Hofstaat, auf der anderen seine Geliebte Diana von Poitiers mit ihrem Anhang. Nach dem Ende des Tanzes schlägt der König ihr vor, mit dem Nächsten, der den Ballsaal betritt, zu tanzen. Da erscheint der Herzog von Nemours, einer der brillantesten Herren am Hof, beliebt bei den Frauen und berühmt wegen seiner Geschicklichkeit als Turnierkämpfer. Er ist der französische Kandidat im Kreis der Bewerber um die Hand von Königin Elisabeth und soll sich in Kürze nach England begeben. Nemours ist soeben von einer Reise zurückkehrt, kennt seine schöne Tanzpartnerin noch nicht und ist auch ihr unbekannt. Aufgefordert vom König, stellt ihm der Prinz von Cleve die Prinzessin als seine Frau vor. Die beiden, wie verzaubert voneinander, reagieren verwirrt, und in dem Prinzen von Cleve keimt die Eifersucht. Als Mitglieder des Hofs, dessen strenge Regeln der Prinzessin kein Vermeiden einer Begegnung mit Nemours erlauben, treffen sie immer wieder aufeinander, bei Empfängen, nach der Jagd, in der Ballspielhalle, auf dem Turnierplatz. Nach einem Jeu de Paume nimmt die Prinzessin wie aus Versehen den Seidenschal des Herzogs an sich, zurück bleibt das Tuch der Prinzessin, das der Herzog ab jetzt als Farbe seiner Dame an der Lanzenspitze trägt.
Dem Vidame de Chartres, einem Cousin der Prinzessin und engem Vertrauten der Königin, deren Rachsucht berüchtigt ist und die eifersüchtig über ihn wacht, fällt ein Brief seiner Geliebten aus der Tasche. Sollte der Brief in die Hände der Königin gelangen, sind seine Tage am Hof gezählt. Bouffon nimmt den Brief an sich und erzählt der Prinzessin, den Brief habe Nemours von seiner Geliebten erhalten. Nemours kann ihr aber glaubhaft erklären, dass der Brief dem Vidame gehört, dem er aus der Patsche habe helfen wollen, und der Brief wird verbrannt.
Dank Bouffon ist die Existenz des Briefs inzwischen der Königin zu Ohren gekommen, die ihn unbedingt lesen will, der Prinz von Cleve soll ihn beschaffen. Also verlangt der Prinz von Cleve von Nemours und seiner Frau, dass sie den Brief nach Gedächtnis neu schreiben. Unter der Hand gerät der Brief zu einem verdeckten Liebesgeständnis der beiden. Über sich selbst bestürzt, schützt die Prinzessin eine Krankheit vor und begibt sich auf ihren Landsitz. Als Cleve ihr folgt, gesteht sie ihm den Grund ihres Verhaltens, nämlich ihre Liebe zu Nemours, und bittet ihn, sie nicht mehr zum Hof zurückzuschicken. Nemours, der das Gespräch belauscht hat, ist überglücklich und erzählt die Geschichte seinem Freund Chartres – allerdings ohne die Namen der Beteiligten zu nennen –, der die Geschichte, von der er nach Ansicht des Prinzen von Cleve überhaupt nichts wissen kann, am Hof ausplaudert.
Als Nemours hoffnungsvoll zu dem Landsitz des Prinzen von Cleve reitet, wird er von der Prinzessin deutlich abgewiesen, sie wird ihrem Mann nicht die Treue brechen. Bouffon, der ihm gefolgt ist, berichtet nun dem Ehemann, seine Frau habe die Nacht mit Nemours verbracht. Cleve ist tief verletzt, verliert allen Lebensmut und stirbt wenig später.
Nach seinem Tod, für den sie sich verantwortlich fühlt, verweigert die Prinzessin jeden Kontakt mit Nemours und zieht sich auf ihren Landsitz zurück. Als er schließlich einen Brief von ihr erhält und zu ihr eilt, findet er sie tot und aufgebahrt im Gartenpavillon vor.

## Produktion
Nach seinem großen Erfolg 1943 von Der ewige Bann mit Jean Marais in der Hauptrolle, bei dem Cocteau das erste Mal ein Drehbuch für einen Delannoy-Film erarbeitet hatte, trug sich Delannoy mit dem Gedanken einer Verfilmung der Prinzessin von Clèves, ebenfalls unter Mitarbeit von Cocteau. Das Projekt wurde 1944 aufgegeben und erst 16 Jahre später wieder aufgenommen. Jean Marais, der damals die Rolle des Herzogs von Nemours spielen sollte, zog es jetzt vor, den Prinzen von Cleve zu spielen.
Delannoys Film ist die bisher einzige Verfilmung des Romans als Historienfilm. Delannoy achtete auf Genauigkeit, was Architektur, Ausstattung, Kleidung, Frisuren betrifft und was sich bis zum Casting der Schauspieler erstreckt, die im Falle der historischen Personen eine verblüffende Ähnlichkeit mit zeitgenössischen Porträts aufweisen. Die Kostüme wurden von Marcel Escoffier entworfen, die der Prinzessin, Katharina de’ Medicis und Diane de Poitiers’ von Pierre Cardin. Verantwortlich für den aufwendigen Filmset war Delannoys langjähriger Mitarbeiter René Renoux, mit dem Delannoy 1946 zum ersten Mal in dem Film Und es ward Licht (im Original: La Symphonie pastorale) zusammengearbeitet hatte.

### Drehbuch
Cocteaus Drehbuch lehnt sich recht genau an den Roman an, einige Dialoge hat er wörtlich übernommen. Allerdings gibt es auch Unterschiede. Die erste Begegnung Cleves mit Mademoiselle de Chartres lässt er weg und beginnt den Film mit dem Hochzeitsball, an dem Nemours und die Prinzessin das erste Mal aufeinandertreffen. Er führt die Figur des intriganten Bouffon ein, der im Verlauf des Films eine verhängnisvolle Rolle spielt. Cleve ist im Roman noch recht jung, während Nemours als ein schon erfahrener Mann dargestellt wird, dem am Hof eine stattliche Reihe von Liebschaften, auch mit mehreren Frauen gleichzeitig, nachgesagt werden. Im Film ist Cleve 40 Jahre alt, seine Frau um die 16 Jahre und Nemours ein junger Mann.
Das Ende des Films weicht vollständig vom Roman ab. Während sich die Prinzessin im Roman nach dem endgültigen Abschied von Nemours in ein Kloster zurückzieht, endet der Film mit der spektakulär inszenierten Aufbahrung der Prinzessin in dem Pavillon, in dem Nemours das entscheidende Gespräch zwischen ihr und Cleve belauscht hatte.

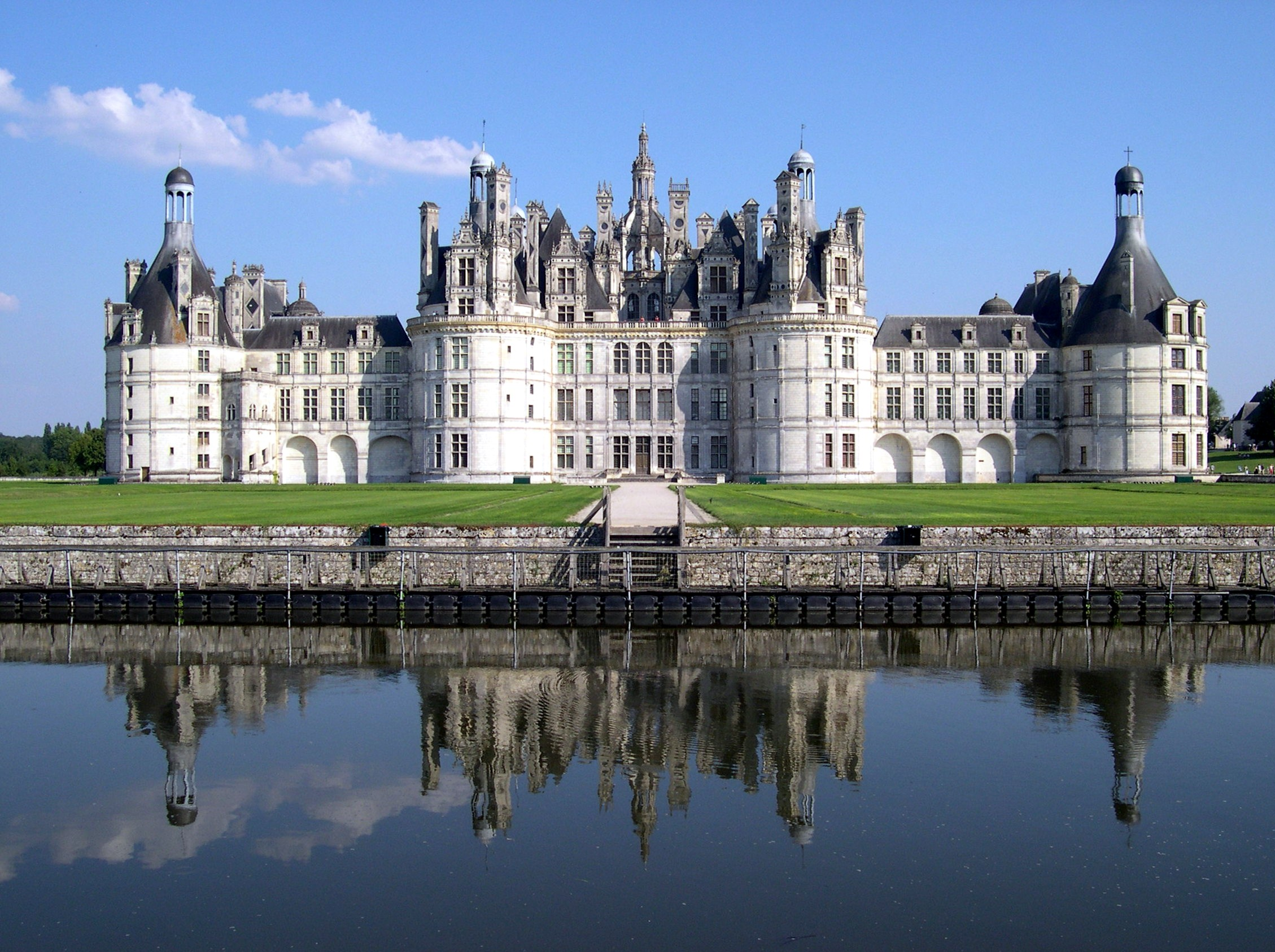
Château de Chambord

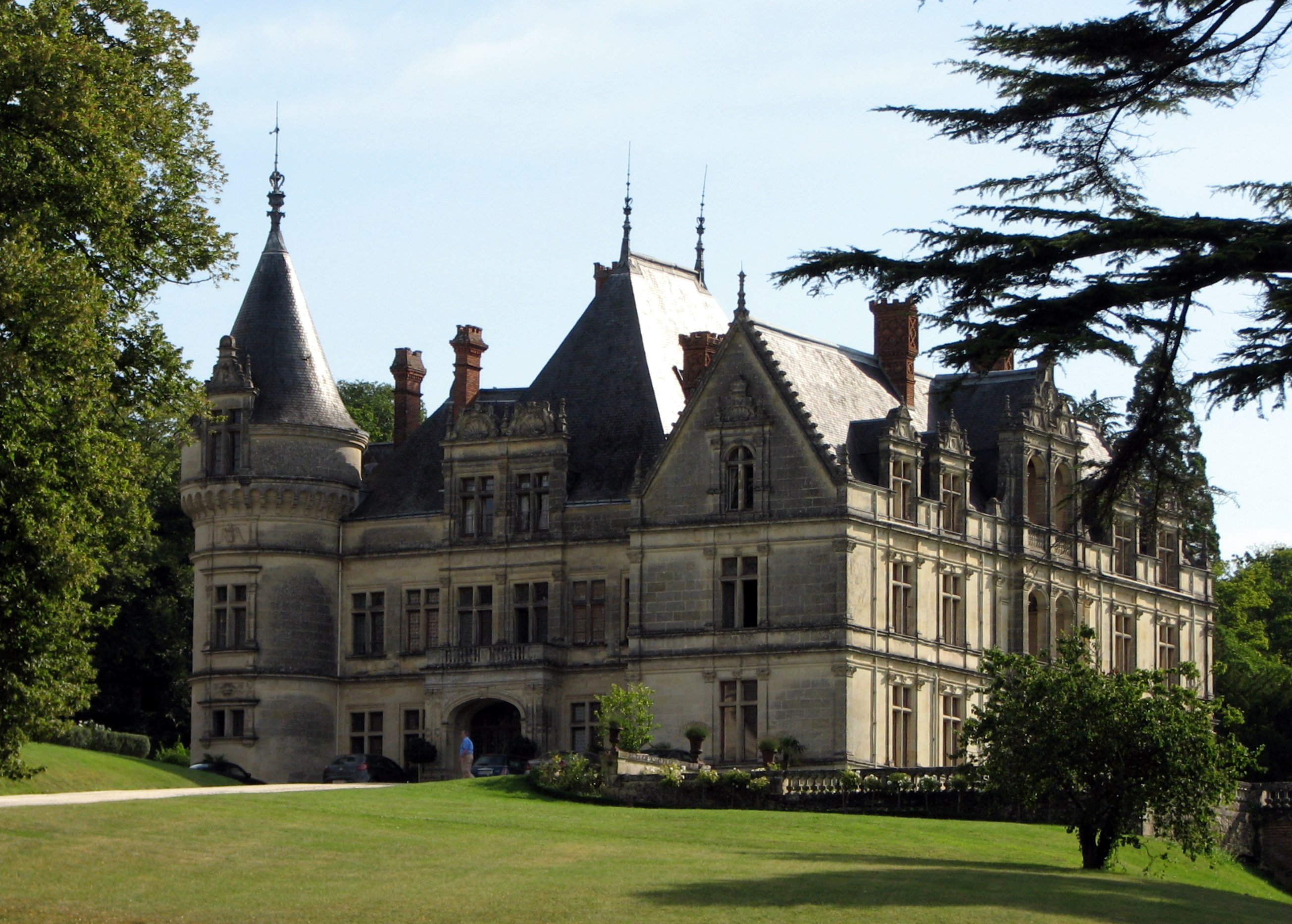
Château de la Bourdaisiere

### Drehorte
Die Dreharbeiten begannen am 2. August 1960, dauerten bis Mitte November und wurden in den Studios in Billancourt sowie im Château de Chambord, im Château de la Bourdaisière in Montlouis-sur-Loire als Cleves Wohnsitz Coulommiers und im königlichen Park von Marly-le-Roi (Département Yvelines) durchgeführt.

## Veröffentlichungen
Der Film feierte seine Premiere am 3. März 1961 im Pariser Cinéma Marivaux. In Deutschland kam er am 27. Oktober 1961 in die Kinos. Jean Marais wurde in einer erheblich späteren Neusynchronisation von Klaus Sonnenschein synchronisiert. Im DDR-Fernsehen wurde der Film unter dem Titel Prinzessin Cleve am 17. September 1971 zum ersten Mal gezeigt.
In Frankreich wurde der Film am 10. September 2010 auf DVD veröffentlicht.

## Rezeption
Der Film wurde in Frankreich zu einem beachtlichen Publikumserfolg mit rund 3,4 Millionen Besuchern.
Anders sah es bei der professionellen Filmkritik aus. Delannoys Film erschien, als im französischen Kino ein Paradigmenwechsel in vollem Gange war. Vertreter der Nouvelle Vague lehnten das überkommene französische Kino ab und zogen es vor, außerhalb der Studios mit den innovativen, leichter zu handhabenden Kameras und unabhängig von der schwerfälligen Maschinerie der Studios zu arbeiten. Sie propagierten ein Autorenkino, in dem der persönliche Stil eines Regisseurs sich entwickeln könne und unverwechselbar werde, Filme sich von literarischen Vorlagen lösen und persönlicher und individueller würden. In seinem Artikel Une certaine tendance du cinéma français von 1954 hatte François Truffaut, damals gerade 21 Jahre alt, massiv das kommerzielle Kino in Frankreich angegriffen. Ziel seiner Attacken war neben Jean Renoir an erster Stelle Delannoy, von dem er schrieb, der schlechteste von Renoirs Filmen sei immer noch besser als der beste von Delannoy. Auch Godard teilte Truffauts Ansichten.
Delannoys Verständnis vom Filmen unterschied sich fundamental vom Autorenkino: „Die einzige Art, heute einen guten Film zu machen, ist, ein gutes Thema zu haben“, sagte er 1951 in einem Interview mit der New York Times, „[...] das zwingt dich, über dich selbst hinauszugehen.“
Im Zusammenhang mit dem Statement Nicolas Sarkozys zum Thema „die Prinzessin als Abiturstoff“ nennt ein Kritiker 2008 den Film „une adaptation “kitschisime” du roman [...] réalisée au cinéma par Jean Delannoy, en 1961, avec la sublime Marina Vlady dans le rôle de Mademoiselle de Chartres et le magnifique Jean Marais dans celui de Monsieur de Clèves.“
Das Lexikon des internationalen Films urteilt:
„Nach einem Drehbuch von Cocteau in sehr gepflegter ästhetischer Kühle verfilmt – einem Stil, der das innere Drama gleichwohl spürbar werden läßt“.